# سيرغي فينوغرادوف (صحفي)
سيرغي فينوغرادوف (بالروسية: Виноградов, Сергей Александрович)‏ هو صحفي ومترجم روسي، ولد في 16 أبريل 1958 في كورغان في روسيا، وتوفي في 16 ديسمبر 2010 في كاروج في سويسرا بسبب سرطان البنكرياس.